# Каймаков, Пётр Васильевич
Пётр Васильевич Каймаков (27 августа 1917 — 3 сентября 1973, Ташкент) — узбекский советский партийный и государственный деятель, первый секретарь Ташкентского промышленного областного комитета Компартии Узбекистана (1963—1964).

## Биография
Член ВКП(б) с 1939 г.
- 1945—1949 гг. — второй, первый секретарь Чирчикского городского комитета КП(б) Узбекистана (Ташкентская область),
- 1949—1957 гг. — второй секретарь Самаркандского областного комитета КП(б) — КП Узбекистана,
- 1957—1960 гг. — заместитель председателя СНХ Ташкентского экономического административного района,
- 1960—1963 гг. — второй секретарь Ташкентского городского комитета КП Узбекистана,
- 1963—1964 гг. — первый секретарь Ташкентского промышленного областного комитета КП Узбекистана,
- 1964—1965 гг. — заместитель председателя СНХ Узбекской ССР,
- 1965—1973 гг. — начальник Главного управления материально-технического снабжения СМ Узбекской ССР.

С 1973 г. — первый заместитель председателя Комитета народного контроля Узбекской ССР.